# الأولمبياد الوطني للإبداع العلمي
الأولمبياد الوطني للإبداع العلمي "ابداع"هو عبارة عن مسابقة علمية سنوية تنظمها مؤسسة الملك عبد العزيز ورجاله للموهبة والإبداع "موهبة" بالشراكة مع وزارة التعليم ،وتقوم على أساس التنافس في أحد المجالات العلمية، من خلال تقديم مشاريع علمية فردية وفقاً للمعايير والضوابط الخاصة بالمشروع، ويتم تحكيمها إلكترونياً من قبل نخبة من الأكاديميين والمختصين وفق معايير علمية محددة بهدف تحديد المشاريع المتميزة لترشيحها للمراحل التنافسية الأعلى.

## اهداف الأولمبياد
- توفير البيئة التنافسية التي تشبع اهتمام الطلاب والطالبات من أبناء وبنات الوطن.
- تنمية روح الإبداع لدى الطلاب والطالبات في المجالات العلميّة والتقنيّة.
- اكتشاف المواهب والملكات العلمية للطلاب والطالبات.
- إكساب الطلاب والطالبات مهارات البحث العلمي بما يوفر تطوير مواهبهم العلمية الخاصة.
- تمثيل المملكة العربية السعودية في المحافل الدوليّة بمشاريع محكمه.

## مراحل المشاركة
- مرحلة التسجيل
- مرحله معارض المنطقة
- مرحلة التحكيم الإلكتروني
- مرحلة التصفية النهائية[2]

## مجالاته
الطب الحيوي، العلوم الصحية، علوم النبات، علم المواد، علم الأحياء الخلوية والجزيئية، الكيمياء، الطاقة الفيزيائية، علم الأحياء الدقيقة، الطاقة الكيميائية، الأنظمة المدمجة، الكيمياء الحيوية، الهندسة الميكانيكية، الفيزياء، الفلك، علم الأحياء الحسابي والمعلوماتية، الروبوتات والأجهزة الذكية، علوم الأرض والبيئة، علوم الحيوان، الهندسة البيئية، الرياضيات، نظم البرمجيات، العلوم الاجتماعية والسلوكية، الهندسة الطبية الحيوية، العلوم الطبية الانتقالية.